# Сухолозький міський округ
Сухоло́зький міський округ (рос. Сухоложский городской округ) — адміністративна одиниця Свердловської області Російської Федерації.
Адміністративний центр — місто Сухий Лог.

## Населення
Населення міського округу становить 48404 особи (2018; 49005 у 2010, 50308 у 2002).

## Склад
До складу міського округу входять 26 населених пунктів:
| Населений пункт           | Населення, осіб (2002) | Населення, осіб (2010) |
| ------------------------- | ---------------------- | ---------------------- |
| Алтинай, селище           | 1484                   | 1416                   |
| Боровки, присілок         | 37                     | 76                     |
| Брусяна, присілок         | 110                    | 178                    |
| Глядени, присілок         | 91                     | 191                    |
| Глядени-Санаторій, селище | 104                    | 80                     |
| Заїмка, присілок          | 242                    | 228                    |
| Знаменське, село          | 1447                   | 1427                   |
| Золоторуда, селище        | 17                     | 15                     |
| Казанка, присілок         | 67                     | 65                     |
| Квартал 233, селище       | 18                     | 0                      |
| Кур'ї, село               | 4247                   | 4810                   |
| Малий Таушкан, присілок   | 23                     | 22                     |
| Маханово, село            | 64                     | 45                     |
| Мельнична, присілок       | 89                     | 74                     |
| Мокра, присілок           | 62                     | 68                     |
| Новопишмінське, село      | 2218                   | 2255                   |
| Рефт, селище              | 9                      | 6                      |
| Рудянське, село           | 888                    | 1013                   |
| Світле, село              | 296                    | 278                    |
| Сергуловка, присілок      | 301                    | 295                    |
| Сухий Лог, місто          | 36407                  | 34554                  |
| Талиця, село              | 378                    | 311                    |
| Таушканське, село         | 124                    | 96                     |
| Філатовське, село         | 1163                   | 1060                   |
| Черемшанка, селище        | 0                      | 0                      |
| Шата, присілок            | 422                    | 442                    |

## Найбільші населені пункти
| № | Населений пункт | Населення, осіб (2002) | Населення, осіб (2010) |
| - | --------------- | ---------------------- | ---------------------- |
| 1 | Сухий Лог       | 36 407                 | 34 554                 |
| 2 | Кур'ї           | 4 247                  | 4 810                  |
| 3 | Новопишмінське  | 2 218                  | 2 255                  |
| 4 | Знаменське      | 1 447                  | 1 427                  |
| 5 | Алтинай         | 1 484                  | 1 416                  |
| 6 | Філатовське     | 1 163                  | 1 060                  |
| 7 | Рудянське       | 888                    | 1 013                  |